# Gamma Indi
Gamma Indi är en gulvit ljusstark jätte i Indianens stjärnbild.
Stjärnan har visuell magnitud +6,08 och är knappt synlig för blotta ögat vid god seeing. Den befinner sig på ett avstånd av ungefär 220 ljusår.